# Medinipur
Medinipur (Bengalisch: মেদিনীপুর, Medinīpur; Englisch: Midnapore) ist eine Stadt im indischen Bundesstaat Westbengalen mit etwa 170.000 Einwohnern (Volkszählung 2011). 
Sie ist Verwaltungssitz und nach Kharagpur zweitgrößte Stadt des Distrikts Pashchim Medinipur.
Die Region ist seit prähistorischen Zeiten besiedelt und war im 19. Jahrhundert ein Zentrum des Befreiungskampfes gegen die britische Kolonialverwaltung.
Seit 1981 befindet sich in der Stadt die Vidyasagar University.

## Persönlichkeiten
- Sushmitha Singha Roy (* 1984), Leichtathletin